# Fyzikální vyšetření

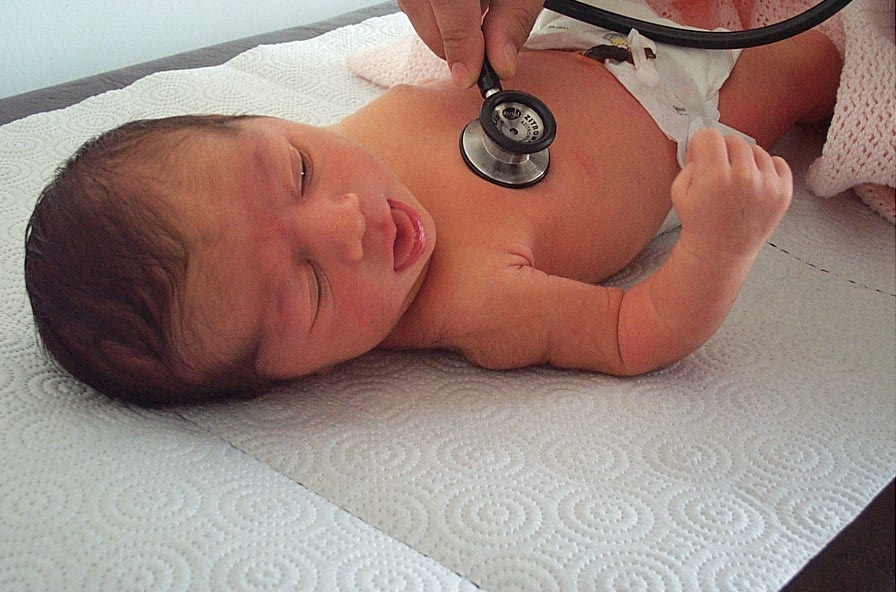
Poslech (auskultace) novorozence - s pomocí fonendoskopu

Fyzikální vyšetření je vyšetření pacienta lékařem prostřednitvím vlastních smyslů a jednoduchých pomůcek. Lékař by měl systematicky vyšetřit jednotlivé orgánové systémy a zaznamenávat přítomnost i nepřítomnost specifických příznaků. Ta část chorobopisu, do které se zaznamenávají výsledky fyzikálního vyšetření pacienta, se nazývá status praesens.

## Technika fyzikálního vyšetření
Základem fyzikálního vyšetření je postup čtyř P:
- Pohled (Aspekce, Inspekce)
- Poslech (Auskultace)
- Poklep (Perkuze)
- Prohmat (Palpace)

Důležitou informaci však může přinášet i jiný smysl, např. čich. Během vyšetření musí pacient sdělovat své pocity. Klidová bolest v některé oblasti je stejně důležitá jako její charakter a změny v průběhu vyšetření.

### Celkové hodnocení pacienta
Hodnotí se celkový vzhled pacienta, držení těla a charakter chůze. Součástí hodnocení je i měření krevního tlaku, měření tělesné teploty, stanovení výšky a váhy a výpočet BMI. Pokud pacient trpí bolestmi, je důležitým údajem jejich charakter a změny v závislosti na poloze nemocného. V případě, že jde o nepohyblivého pacienta, je důležité zjistit, zda leží na lůžku pasivně, nebo zda je schopen udržet určitou polohu. Orientačně se hodnotí i psychické vlastnosti a poruchy nemocného, např. orientace místem, časem a osobou, výrazně agresivní nebo depresivní chování nebo poruchy intelektu.

### Aspekce
Pohledem se hodnotí celková konfigurace vyšetřované oblasti, její barevné změny, charakter ochlupení, přítomnost jizev a výrůstků.

### Auskultace
Při auskultaci, obvykle pomocí fonendoskopu, se hodnotí především činnost dýchací, oběhové a trávicí soustavy. Pohyb vzduchu, krve nebo tráveniny se projevuje jako slabé šelesty, které lze hodnotit ve vztahu k poruchám činnosti vnitřních orgánů.

### Perkuse
Poklepem se hodnotí charakter náplně pod povrchem těla. Dnes se používá prakticky jen poklep nepřímý, kdy vyšetřující přiloží na tělo pacienta prst jedné ruky a poklepává na něj prstem druhé ruky. Podle charakteru zvuku lze usuzovat na to, zda je pod povrchem těla plyn, tekutina nebo pevné orgány. Při perkuzi se hodnotí i případná bolestivost vyvolaná otřesy. Perkuzí se vyšetřuje především břicho, a plíce dříve se perkuzí zjišťovaly i rozměry srdce při srdečním selhávání. V traumatologii se používá poklep v diagnostice některých typů fraktur a luxací.

### Palpace
Palpací (latinsky palpo, hmatat) tedy pohmatem se vyšetřují prakticky všechny části těla, typicky dutina břišní a orgány v ní, například játra. Hodnotí se konzistence, napětí a bolestivost palpované (promačkávané) krajiny. Pátrá se např. po přítomnosti nezvyklých tuhých oblastí (tzv. rezistencí). Někdy se rozlišuje povrchová palpace hodnotící napětí a charakter povrchové části těla (např. břišní stěny), a hluboká palpace cílená na orgány v hloubce.
Výsledky z palpace jsou jak z vlastních vjemů ošetřujícího (např. výše zmiňovaná tuhost pociťovaná v hloubce), tak i reakcí a odpovědí pacienta. Reakce lze od pacienta získat jak na vmáčknutí (zpravidla pomalé), tak i na uvolnění, to zpravidla rychlé: Například bolestivost se v některých případech může projevovat spíše na uvolnění, než na vtisk, který naopak může přinášet i momentální úlevu od delší bolesti.

### Klinické zkoušky
Součástí fyzikálního vyšetření je i pátrání po přítomnosti některých poměrně specifických příznaků vyvolatelných jednoduchými manévry.

## Postup fyzikálního vyšetření
Při základním (obvykle nazývaném interním či internistickém) fyzikálním vyšetření se postupuje obvykle systematicky:
1. Celkový vzhled nemocného – nejlépe se hodnotí na vysvlečeném nemocném.
2. Hlava – konfigurace, změny na kůži a v dutině ústní, hodnocení smyslů
3. Krk – konfigurace, změny na kůži, pohyblivost, hmatnost štítné žlázy, palpací s poslechem krkavic
4. Hrudník – konfigurace, tvar koše, změny na kůži, poklepem a poslechem plíce, poslechem a pohlatem srdce
5. Břicho – konfigurace, změny na kůži, pohledem postup dechové vlny, poslechem činnost trávicí soustavy, poklep, povrchová i hluboká palpace
6. Vylučovací soustava – bolestivost lehkého úderu na ledviny, aspekce vnějších pohlavních orgánů
7. Končetiny – konfigurace, tvar kloubů, změny na kůži, pohyblivost kloubů, síla, ochlupení, pulzace tepen a stav žilního systému. Vždy se hodnotí i symetrie.

## Fyzikální vyšetření v některých oborech

### Fyzikální vyšetření v neurologii
Neurologické vyšetření zahrnuje základní vyšetření interní, kromě toho se pomocí jednoduchých pomůcek (špátle, baterka, jehla a neurologické kladívko) testuje funkce centrálního i periferního nervového systému a pohybového systému.

### Fyzikální vyšetření v pediatrii
V pediatrii je nezbytnou součástí fyzikálního vyšetření hodnocení psychického i motorického vývoje dítěte. V závislosti na věku se hodnotí např. obvod hlavičky, rozvoj řeči nebo vývoj pohlavních orgánů.

### Fyzikální vyšetření v psychiatrii
V psychiatrii se obvykle vlastní fyzikální vyšetření neprování, objektem zájmu psychiatrů je

### Fyzikální vyšetření v urgentní medicíně
Základem vyšetření je rychlost a odhalení příčiny vedoucích příznaků.